# Scleroprocta cinctifer
Scleroprocta cinctifer är en tvåvingeart som först beskrevs av Alexander 1919.  Scleroprocta cinctifer ingår i släktet Scleroprocta och familjen småharkrankar. Inga underarter finns listade i Catalogue of Life.